# 알프레드 네울란드
알프레드 카를 네울란드(에스토니아어: Alfred Karl Neuland, 1895년 10월 10일 ~ 1966년 11월 16일)는 에스토니아의 역도 선수이다. 안트베르펀에서 열린 1920년 하계 올림픽때 라이트급에서 금메달을 획득했고, 1924년 하계 올림픽때 미들급에서 은메달을 획득했다.

## 생애
알프레드 네울란드는 에스토니아의 발가 마을에서 자랐고 14세때 역도를 시작했다.